# دی‌ان‌ای (آلبوم لیتل میکس)
«دی‌ان‌ای» (به انگلیسی: DNA) یک آلبوم از لیتل میکس است که در ۱۶ نوامبر ۲۰۱۲ منتشر شد.
این آلبوم در چارت‌های ایتالیا، ایرلند، نروژ، آمریکا، سوئد، بریتانیا، کانادا جزو ده آلبوم اول قرار گرفت.